# Luzula leptophylla
Luzula leptophylla là một loài thực vật có hoa trong họ Juncaceae. Loài này được Buchenau & Petrie mô tả khoa học đầu tiên năm 1898.